# Wolfgang Kalähne
Wolfgang Kalähne (* 7. Januar 1945 in Zoppot, Regierungsbezirk Danzig, Reichsgau Danzig, Deutsches Reiches; heute Woiwodschaft Pommern in Polen) ist ein Flottillenadmiral a. D. der Deutschen Marine. Heute ist er Lobbyist und Unternehmer.

## Leben
Kalähne trat 1966 als Angehöriger der Crew IV/66 in die Bundeswehr ein. Zwei Jahre später begann seine fliegerische Ausbildung im Fliegerhorst Uetersen, und als Strahlflugzeugführer auf der Sheppard Air Force Base in Texas. Die Einsatzausbildung erhielt Kalähne auf dem Waffensystem Starfighter  in Phoenix, Arizona. Das führte zur ersten fliegerischen Verwendung im Marinefliegergeschwader 2 in Eggebek, wo er unterschiedliche Dienstposten auf Staffel- und Gruppenebene durchlief.
Nach seiner Teilnahme am 20. Admiralstabslehrgang an der Führungsakademie der Bundeswehr in Hamburg ab 1978 durchlief er verschiedene Stabs- und Führungsverwendungen, unter anderem als Adjutant des damaligen Inspekteurs der Marine Ansgar Bethge, als Kommodore des Marinefliegergeschwaders 1 und als Referatsleiter Verteidigungs- und Streitkräfteplanung im Internationalen Stab im NATO-Hauptquartier in Brüssel. In seiner letzten Verwendung ab 2001 war er Kommandeur der Flottille der Marineflieger. In dieser Zeit wurde er auch für ein halbes Jahr im Rahmen der Operation Enduring Freedom als Kommandeur der multinationalen Task Force am Horn von Afrika und Kommandeur des deutschen Einsatzverbandes eingesetzt.
Er war von April 2005 bis Januar 2006 auch Kommandeur der Standing NATO Maritime Group 1 (SNMG 1). Als Flaggschiffe dienten ihm vom April bis November die Fregatte Bayern unter Kommando von Fregattenkapitän Jörg Klein, und anschließend bis Januar 2006 die Fregatte Mecklenburg-Vorpommern. Die SNMG 1 war in dieser Zeit auch in die Operation Active Endeavour eingebunden.
Nach seinem Abschied von der Bundeswehr wurde Kalähne am 1. Juli 2007 Geschäftsführer des Ausschusses für Verteidigungswirtschaft des Bundesverbands der Deutschen Industrie.
Von 2011 bis 2015 arbeitete Kalähne bei der United Technologies Corporation (UTC).
Kalähne ist seit 1968 verheiratet und hat zwei Kinder (* 1971 und * 1978) und einen Enkel (* 2001). Er lebt in Kiel.